# Bandidus gressitti
Bandidus gressitti is een insect uit de familie van de mierenleeuwen (Myrmeleontidae), die tot de orde netvleugeligen (Neuroptera) behoort. 
Bandidus gressitti is voor het eerst wetenschappelijk beschreven door New in 1990.